# Michał Dzięcioł
Michał Dzięcioł – polski lekarz weterynarii, doktor habilitowany nauk weterynaryjnych, profesor na Uniwersytecie Przyrodniczym we Wrocławiu, specjalista od rozrodu zwierząt.

## Kariera naukowa
W 1998 roku na Akademii Rolniczej we Wrocławiu uzyskał tytuł lekarza weterynarii. W tym samym roku został zatrudniony na tejże uczelni, a w 2004 roku na jej Wydziale Medycyny Weterynaryjnej uzyskał stopień doktora nauk weterynaryjnych na podstawie rozprawy pt. Zapalenie gruczołu sutkowego u suk w aspekcie jakości mleka i zdrowotności szczeniąt, której promotorem był Jan Twardoń W 2015 roku ten sam wydział nadał mu stopień doktora habilitowanego nauk weterynaryjnych na podstawie pracy pt. Komunikacja semiochemiczna u psa domowego (Canis familiaris) w kontekście zachowań płciowych.